# Замок Данасід
Замок Данасід (англ. Dunasead Castle, Fort of the Jewels, Baltimore Castle, ірл. Dún na Séad), або замок Дун на Шід, замок Дунасід, Форт Джевелс, Форт Коштовностей, замок Балтімор — один із замків Ірландії, розташований в графстві Корк, в місті Балтимор.

## Історія замку Данасід
Нинішня споруда замку Данасід побудована в XVII столітті на місці стародавнього замку. Перший замок Данасід був побудований у 1215 року англо-норманський феодал Фіц-Стефенс. Він побудував оборонні башти, мури на місці ще більш давньої споруди — стародавньої кельтської фортеці типу «кругла фортеця», що була побудована, імовірно, ще в часи залізної доби. У XIV столітті ірландські клани здійснювали контрнаступ на володіння англо-норманських феодалів і відвойовували свої землі. У 1305 році на замок напав один із найпотужніших ірландських кланів того часу — клан Мак Карті. Замок був спалений. Інший ірландський клан О'Дрісколл згодом захопив замок Данасід і перебудував його.
Клан О'Дрісколл постійно воював з англо-норманськими феодалами та з іншими ірландськими кланами. У результаті цих війн замок Данасід неодноразово руйнувався. Чергова війна після тривалої ворожнечі виникла між кланом О'Дрісколл та купцями міста Вотерфорд в 1368 році, після нападу клану О'Дрісколл на флот міста Вотерфорд. Війна тривала більше 200 років і завершилась тим, що купці міста Вотерфорд захопили замок Данасід та інші замки клану О'Дрісколл в 1537 році.
Пізніше замок Дунасід був перебудований ще раз — після того як клан О'Дрісколл підтримав ірландського ватажка Х'ю О'Ніла під час битви під Кінсейлом. Замок був черговий раз захоплений англійською армією. Але згодом замок був повернений клану О'Дрісколл — замком заволоділа Флоренс О'Дрісколл. Потім виникли в клану фінансові проблеми і замок разом з оточуючими землями був зданий в оренду. Нинішня споруда замку Данасід була побудована біля 1620 року. Під час повстання за незалежність Ірландії 1641—1652 років замок захопили англійські війська Олівера Кромвеля.
Замок був закинутий і поступово перетворився на руїну. Замок був відреставрований в 1997—2005 роках і нині є приватною резиденцією.

## Особливості архітектури
Замок Данасід побудований на скелі пісковика в центрі міста Балтімор з видом на гавань. Замок являє собою двоповерхову прямокутну будівлю з додатковими прибудовами, що оточена стіною. Головна будівля розташована в південно-західній частині замку, розміром 20 Х 59 футів. Військове значення цієї споруди було незначне порівняно з попередніми будівлями. На першому поверсі вікна у вигляді вузьких бійниць.